# Хон, Аннетте
Аннетте Хон (нем. Annette Hohn; род. 22 ноября 1966, Шверин), в девичестве Древс (нем. Drews) — немецкая гребчиха, выступавшая за сборные ГДР и объединённой Германии по академической гребле в конце 1980-х — начале 1990-х годов. Бронзовая призёрка летних Олимпийских игр в Барселоне, обладательница серебряной и бронзовой медалей чемпионатов мира, победительница многих регат национального и международного значения.

## Биография
Аннетте Древс родилась 22 ноября 1966 года в городе Шверин, ГДР. Проходила подготовку в Берлине в столичном гребном клубе «Динамо».
Впервые заявила о себе в гребле в 1986 году, выиграв чемпионат ГДР в программе распашных рулевых восьмёрок.
В качестве запасной спортсменки присутствовала на летних Олимпийских играх 1988 года в Сеуле, однако её участие здесь не потребовалось.
Первого серьёзного успеха на взрослом международном уровне добилась в сезоне 1989 года, когда вошла в основной состав восточногерманской национальной сборной и выступила на чемпионате мира в Бледе, где выиграла серебряную медаль в восьмёрках, уступив в финале только румынским спортсменкам.
В 1990 году побывала на мировом первенстве в Тасмании, откуда привезла награду бронзового достоинства, выигранную в зачёте восьмёрок — в финале её обошли экипажи из Румынии и Западной Германии.
Начиная с 1991 года представляла сборную объединённой Германии, в частности в этом сезоне выступила на чемпионате мира в Вене, где заняла пятое место в восьмёрках.
Благодаря череде удачных выступлений удостоилась права защищать честь страны на Олимпийских играх 1992 года в Барселоне — в составе четырёхместного безрульного экипажа, куда также вошли гребчихи Антье Франк, Габриэле Мель и Бирте Зих, финишировала в финале третьей позади экипажей из Канады и США — тем самым завоевала бронзовую олимпийскую медаль. За это выдающееся достижение 23 июня 1993 года была награждена высшей спортивной наградой Германии «Серебряный лавровый лист».
После барселонской Олимпиады Хон больше не показывала сколько-нибудь значимых результатов на международной арене.